# Forone
Forone is een plaats (frazione) in de Italiaanse gemeente Uzzano.